# Abdussalam Magashy
Abdussalam Magashy (Nigéria, 1998. április 6. –) nigériai labdarúgó, a svéd AIK középpályása.

## Pályafutása
Magashy Nigériában született.
2018-ban mutatkozott be a svéd Kristianstad felnőtt keretében. 2020-ban a harmadosztályú Värnamóhoz igazolt. A 2020–as szezonban a másodosztályba, míg a 2021-es szezonban még az első osztályba is feljutottak. 2022. április 3-án, a Göteborg ellen 2–1-re elvesztett bajnokin debütált és egyben megszerezte első gólját is az Allsvenskanban. 2023. január 8-án négyéves szerződést kötött az AIK együttesével.

## Statisztikák
2022. november 6. szerint
| Klub     | Szezon   | Osztály            | Bajnokság | Bajnokság | Kupa  | Kupa | Nemzetközi | Nemzetközi | Összesen | Összesen |
| Klub     | Szezon   | Osztály            | Meccs     | Gól       | Meccs | Gól  | Meccs      | Gól        | Meccs    | Gól      |
| -------- | -------- | ------------------ | --------- | --------- | ----- | ---- | ---------- | ---------- | -------- | -------- |
| Värnamo  | 2020     | Division 1 – Södra | 28        | 6         | 0     | 0    | —          | —          | 28       | 6        |
| Värnamo  | 2021     | Superettan         | 24        | 3         | 0     | 0    | —          | —          | 24       | 3        |
| Värnamo  | 2022     | Allsvenskan        | 30        | 4         | 3     | 0    | —          | —          | 33       | 4        |
| Värnamo  | Összesen | Összesen           | 82        | 13        | 3     | 0    | 0          | 0          | 85       | 13       |
| Összesen | Összesen | Összesen           | 82        | 13        | 3     | 0    | 0          | 0          | 85       | 13       |

## Sikerei, díjai
Värnamo
- Division 1 – Södra
  - Feljutó (1): 2020

- Superettan
  - Feljutó (1): 2021